# ماي لوكيشن
موقعي أو (بالإنجليزية: My Location)‏ هي خدمة أطلقتها شركة جوجل وطريقة عملها بسيطة فلا يحتاج المستخدم إلا الضغط على مفتاح الصفر الموجود في الهاتف المحمول الذي يعمل بهذه التكنولوجيا. وبمجرد الضغط، يتم تحديد موقع صاحب الهاتف على جهازه بنقطة زرقاء على خريطة جوجل التي ستظهر على الشاشة.